# Megalastrum heydei
Megalastrum heydei är en träjonväxtart som först beskrevs av Carl Frederik Albert Christensen, och fick sitt nu gällande namn av Robbin C. Moran och J.Prado. Megalastrum heydei ingår i släktet Megalastrum och familjen Dryopteridaceae. Inga underarter finns listade.